# دیراک ۵۹۹۷
سیارک ۵۹۹۷ (به انگلیسی: 5997 Dirac، نامگذاری:1983TH) پنج هزار و نهصد و نود و هفتمین سیارک کشف شده‌است که در ۱ اکتبر ۱۹۸۳ کشف شد.
قدر مطلق سیارک برابر ۱۳٫۸۰ است.